# Estació de Cisneros
Cisneros és un baixador situat en el municipi espanyol homònim, a la província de Palència, Castella i Lleó. És servida per serveis de Mitjana Distància operats per Renfe.

## Situació ferroviària
L'estació es troba en el punt quilomètric 34,353 de la línia d'ample ibèric entre Venda de Baños i Gijón a 782 metres d'altitud, entre les estacions de Villada i de Paredes de Nava. El tram és de via doble i està electrificat. Històricament l'estació pertanyia a la línia Palència-La Corunya.

## Història
L'estació va ser inaugurada el 8 de novembre de 1863 com a part de la línia fèrria de Lleó-Palència, més tard allargada fins a La Corunya. La Companyia dels Ferrocarrils del Nord-oest d'Espanya va ser l'encarregada de la construcció i explotació del traçat. El 1878, l'empresa es va declarar en fallida després d'un intent de fusió amb MZOV i la línia va passar a mans de la Companyia dels Ferrocarrils d'Astúries, Galícia i Lleó creada per a continuar amb les obres iniciades per Nord-oest i gestionar les seves línies. No obstant això la situació financera d'aquesta última també es va tornar ràpidament delicada sent absorbida per la Companyia dels Camins de Ferro del Nord el 1885. El 1941, la nacionalització del ferrocarril a Espanya suposa la desaparició d'aquesta última i la seva integració en l'acabada de crear RENFE.
Des del 31 de desembre de 2004 Renfe Operadora explota la línia mentre que Adif és l'empresa titular de les instal·lacions ferroviàries.

## Serveis ferroviaris
Hi ha dos serveis de regional exprés, de la línia 17 de Mitjana Distància, per sentit i dia que uneixen les ciutats de Palència i Lleó:
| Línia MD | Servei          | Origen/Destinació | Parades | Destinació/Origen |
| -------- | --------------- | ----------------- | --- | ----------------- |
| 17       | Regional exprés | Palència          | Grijota, Becerril, Paredes de Nava, Cisneros, Vallada, Grajal, Sahagún, El Burgo Ranero, Santas Martas, Palanquino | Lleó              |